# Minamoto no Yoritomo
En aquest nom japonès, el cognom és Minamoto.
Minamoto Yoritomo (1147 - 9 de febrer, 1199, Kamakura) va ser el fundador del shogunat Kamakura o bakufu.
Membre del clan Minamoto, Yoritomo va ser desterrat en la seva joventut a conseqüència de les revoltes del seu pare contra la família Taira. A l'exili Yoritomo va trobar suport per la seva causa a Hōjō Tokimasa i el 1185 va derrotar els Taira.
En 1192 se li va atorgar el títol de shogun, el qual el va convertir en la màxima autoritat militar de tot el país. Yoritomo va implantar als seus propis governants el (shugo) i representants (jito) per tot el Japó, a conseqüència d'això es va crear una infraestructura governamental i en competència de la cort imperial.
Yoritomo d'aquesta manera va ser capaç de governar sense derrotar realment a l'emperador i va quedar com un patró a seguir pel futurs shoguns.